# Lijst van nachthagedissen
Onderstaand een lijst van nachthagedissen (Xantusiidae). Er zijn 34 soorten verdeeld over drie geslachten.
- Soort Cricosaura typica
- Soort Lepidophyma chicoasensis
- Soort Lepidophyma cuicateca
- Soort Lepidophyma dontomasi
- Soort Lepidophyma flavimaculatum
- Soort Lepidophyma gaigeae
- Soort Lepidophyma lineri
- Soort Lepidophyma lipetzi
- Soort Lepidophyma lowei
- Soort Lepidophyma mayae
- Soort Lepidophyma micropholis
- Soort Lepidophyma occulor
- Soort Lepidophyma pajapanensis
- Soort Lepidophyma radula
- Soort Lepidophyma reticulatum
- Soort Lepidophyma smithii
- Soort Lepidophyma sylvaticum
- Soort Lepidophyma tarascae
- Soort Lepidophyma tuxtlae
- Soort Lepidophyma zongolica
- Soort Xantusia arizonae
- Soort Xantusia bezyi
- Soort Xantusia bolsonae
- Soort Xantusia extorris
- Soort Xantusia gilberti
- Soort Xantusia gracilis
- Soort Xantusia henshawi
- Soort Xantusia jaycolei
- Soort Xantusia riversiana
- Soort Xantusia sanchezi
- Soort Xantusia sherbrookei
- Soort Xantusia sierrae
- Soort Xantusia vigilis
- Soort Xantusia wigginsi